# 서부 개발 지구

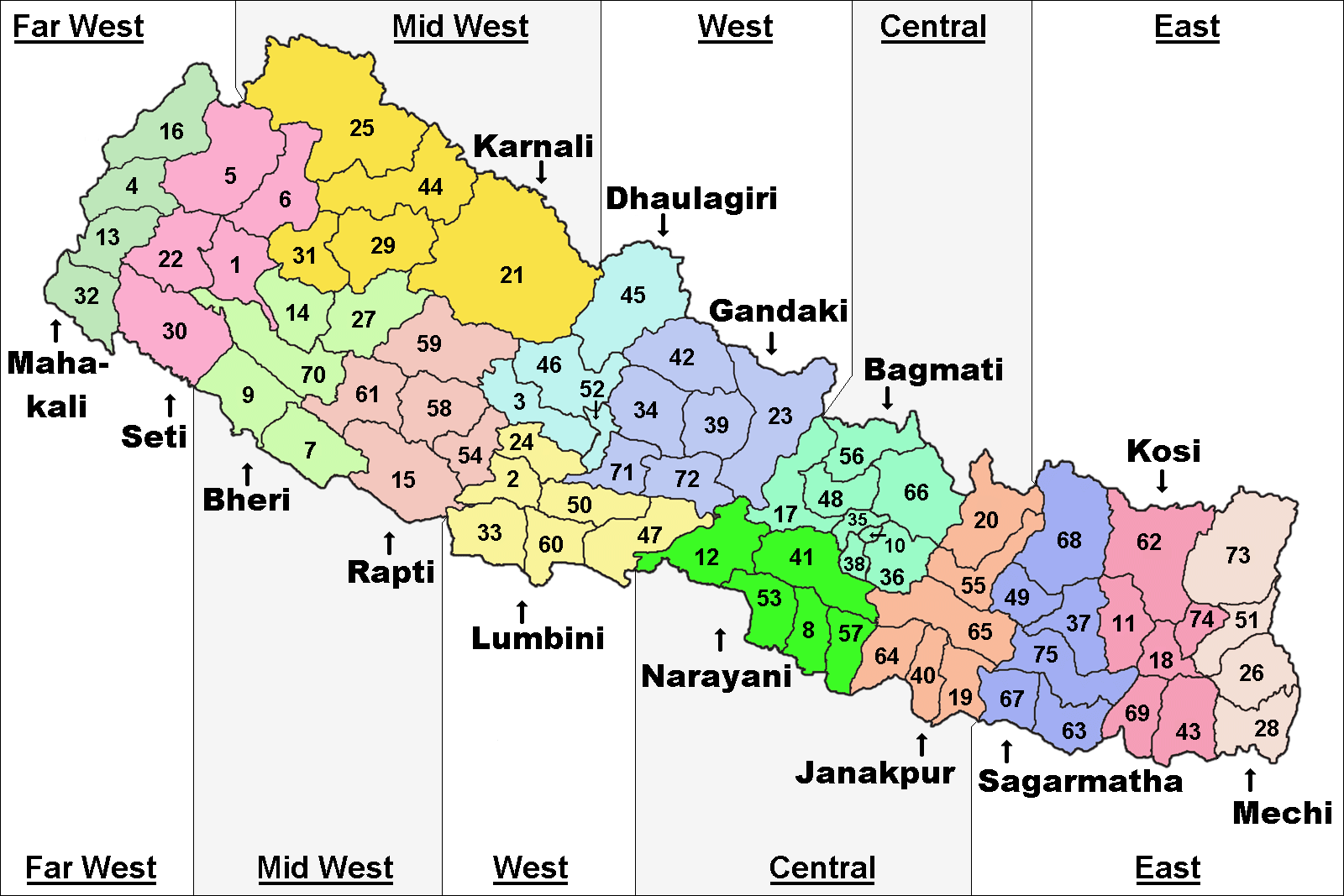
네팔의 개발 지구

서부 개발 지구(네팔어: पश्चिमाञ्चल विकास क्षेत्र)는 네팔을 구성하는 5개 개발 지구 가운데 하나로 행정 중심지는 포카라이며 면적은 29,398km2, 인구는 4,926,765명(2011년 기준)이다. 네팔 중부에 위치하며 3개 구(다울라기리 구, 간다키 구, 룸비니 구)를 관할한다.